# Дракенбург
Дракенбург (нем. Drakenburg) — община в Германии, в земле Нижняя Саксония.
Входит в состав района Ниэнбург-на-Везере. Подчиняется управлению Хемзен. Население составляет 1769 человек (на 31 декабря 2010 года). Занимает площадь 11,76 км².
| Год  | Население |
| ---- | --------- |
| 1990 | 1545      |
| 1995 | 1683      |
| 2000 | 1724      |
| 2005 | 1720      |
| 2010 | 1732      |